# WTA Denver
Das WTA Denver (offiziell: Virginia Slims of Denver) ist ein ehemaliges Damen-Tennisturnier der WTA Tour, das in der Stadt Denver ausgetragen wurde.

## Siegerliste

### Einzel
| Jahr | Siegerin            | Finalgegnerin    | Ergebnis      |
| ---- | ------------------- | ---------------- | ------------- |
| 1972 | Nancy Richey        | Billie Jean King | 1:6, 6:4, 6:4 |
| 1973 | Billie Jean King    | Betty Stöve      | 6:4, 6:2      |
| 1974 | Evonne Goolagong    | Chris Evert      | 7.5, 3:6, 6:4 |
| 1975 | Martina Navratilova | Carolyn Meyer    | 4:6, 6:4, 6:3 |
| 1984 | Mary Lou Piatek     | Kim Sands        | 6:1, 6:1      |
| 1985 | Peanut Louie        | Zina Garrison    | 6:4, 4:6, 6:4 |

### Doppel
| Jahr | Siegerinnen                   | Finalgegnerinnen                 | Ergebnis        |
| ---- | ----------------------------- | -------------------------------- | --------------- |
| 1972 | Françoise Dürr Lesley Hung    | Helen Gourlay Karen Krantzcke    | 6:0, 6:3        |
| 1973 | Rosie Casals Billie Jean King | Françoise Dürr Betty Stöve       | 3:2 abgebrochen |
| 1974 | Françoise Dürr Betty Stöve    | Mona Schallau Pam Teeguarden     | 6:2, 7:5        |
| 1975 | Françoise Dürr Betty Stöve    | Rosie Casals Martina Navratilova |                 |
| 1984 | Anne Hobbs Marcella Mesker    | Sherry Acker Candy Reynolds      | 6:2, 6:3        |
| 1985 | Mary Lou Piatek Robin White   | Leslie Allen Sharon Walsh        | 1:6, 6:4, 7:5   |